# 和田陸
和田 陸（わだ りく ‐）は、ギタリスト、作編曲家。東京都北区出身。

## 来歴
中学時代、チャック・ベリーの『Johnny B. Goode 』に影響されて音楽に興味を持ち、ギターを始める。
高校時代、ジャズ・フュージョンに出会い、速弾きに目覚める。同時期に作曲などを始め、小室哲哉や坂本龍一などの様々な作曲家に影響を受ける。
尚美ミュージックカレッジ専門学校に進学し、traffic informationのギタリスト加藤直樹に師事。アカデミーコースに進級後、元JiLL-Decoy associationのギタリストkubotaに出会いジャズギターに目覚める。

## 人物
趣味は書道、DIY。DTMであり、自身が作曲、編曲した曲もYouTubeにてアップロードしている。

## 出演
19歳のころに東京のFMラジオ放送局『J-WAVE』に出演している。
JR東日本のCM「あなたの旅が、ここから始まる 『はじまりの会津』」の編曲を手掛ける。